# Didiereaceae
Didiereaceae Radlk. ex Drake es una pequeña familia de solo seis géneros con 20 especies de plantas fanerógamas, endémico del sudeste africano y Madagascar.

## Descripción
Son arbustos y árboles con hojas espinosas y suculentas con tallos acumuladores de agua y hojas caducifolias en la estación seca.  Algunas especies se desarrollan diferente en su juventud hasta que se desarrolla el tallo dominante. 
La familia es incluida a veces en Portulacaceae, pero el sistema APG II le otorga su propia familia. Está estrechamente relacionada con la familia Cactaceae (cacto).

## Géneros
- Alluaudia (Drake) Drake
- Alluaudiopsis	Humbert & Choux
- Calyptrotheca Gilg
- Decarya Choux
- Didierea Baillon
- Portulacaria Jacquin

## Galería

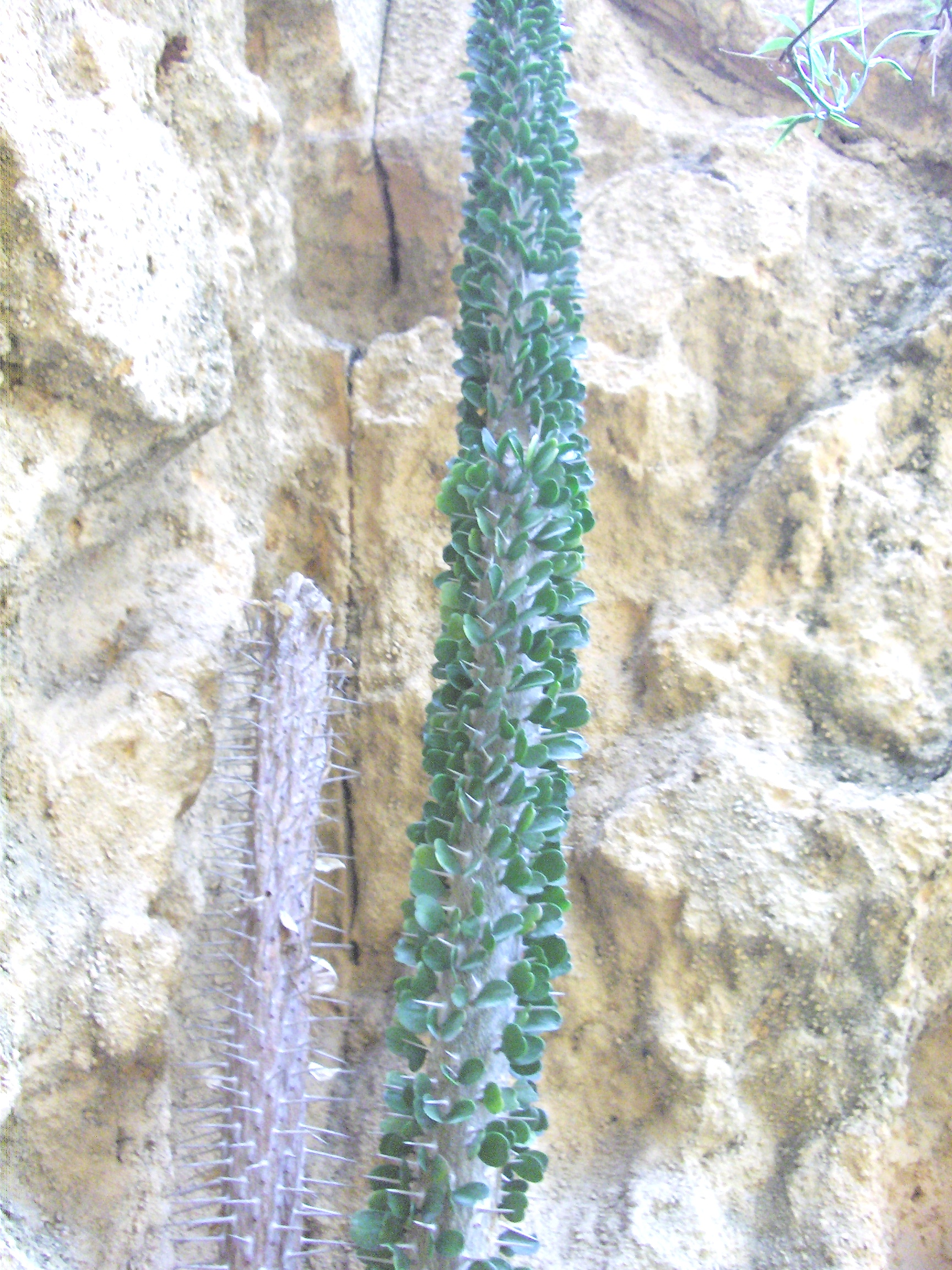
Alluaudia ascendens
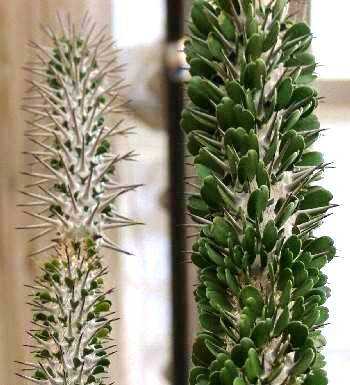
Alluaudia montagnacii
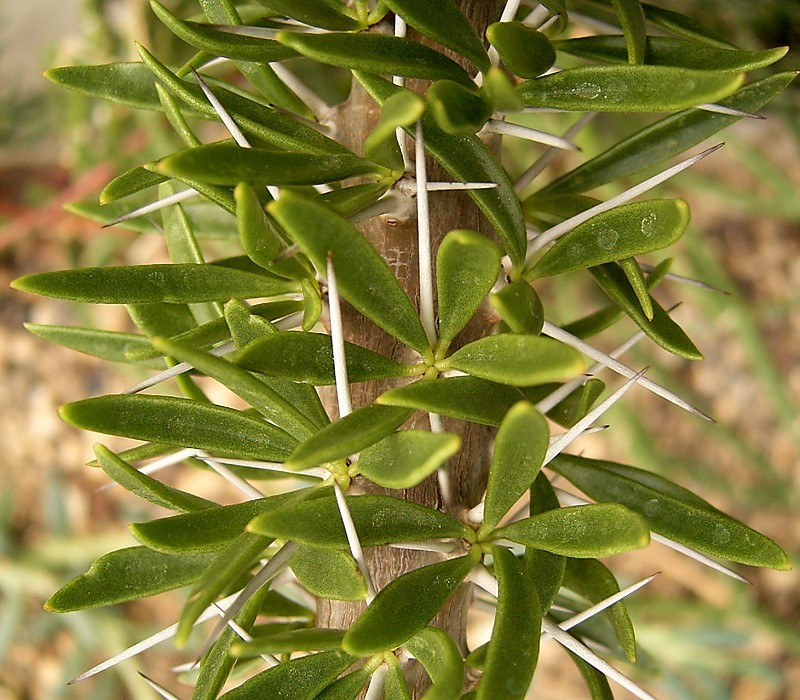
Didierea trollii

## Literatura
- Eggli, Urs (Ed.): Sukkulentenlexikon Band 2: Zweikeimblättrige Pflanzen (Dicotyledonen) Eugen Ulmer Verlag, Germany 2002. ISBN 3-8001-3915-4

- Datos: Q131286
- Multimedia: Didiereaceae / Q131286
- Especies: Didiereaceae